# Stazione di Rho
La stazione di Rho è una stazione ferroviaria ubicata alla congiunzione della linea Torino-Milano con il tronco comune alle linee Domodossola-Milano, Luino-Milano e Porto Ceresio-Milano. Si trova a Rho tra piazza della Libertà e via Magenta.

## Storia
La fermata venne attivata il 18 ottobre 1858 in concomitanza all'atto di apertura della tratta ferroviaria Milano-Magenta, divenuta in seguito parte della ferrovia Torino-Milano, contribuendo nel giro di pochi anni allo sviluppo industriale e demografico del territorio comunale di Rho, all'epoca caratterizzato da un'economia quasi esclusivamente agricola.
Nel 1860 la stazione acquisì il ruolo di interscambio con la relazione per Gallarate; successivamente per le diramazioni di Varese, Arona, Luino, Porto Ceresio e Domodossola, favorendo in tempi rapidi l'insediamento in zona di numerosi opifici, come il Cotonificio Muggiani, la tintoria Bonecchi e la chimica Bianchi, oggi tutti scomparsi.
Dal 1905 la gestione dell'infrastruttura passò sotto il controllo delle Ferrovie dello Stato e la fermata conobbe già a partire dagli anni dieci del novecento un considerevole aumento del traffico merci,  nonché passeggeri; tale da permettere in tempi successivi un ampliamento delle strutture ad uso del personale ferroviario, compresa la riqualificazione negli anni trenta del piazzale della stazione (l'attuale piazza Libertà), non appena Rho fu elevata al rango di città.
Terminato il secondo conflitto mondiale il fascio binari in direzione Milano venne raccordato agli impianti del nascente polo produttivo della Raffineria di Rho, di modo da permettere il trasporto delle cisterne e dei prodotti petroliferi derivati dalla raffinazione del petrolio. La breve tratta ferroviaria seguiva il tracciato della linea Torino-Milano fino all'altezza della località di Pantanedo, e rimase attiva anche dopo la chiusura della Raffineria, a servizio di alcune aziende legate al commercio di carburanti gravitanti in quel contesto. Nei primi anni duemila il raccordo cadde in disuso ma in parte è ancora esistente seppur scollegato dalla rete. Altri rami ferroviari con partenza dalla stazione di Rho servono ancora oggi il polo chimico della Trinseo (ex Arkema) e alcune ditte di logistica nella frazione di Lucernate. 
Come tutte le stazioni della rete nazionale anche quella di Rho passò in gestione dal 2001 alla neo costituita Rete Ferroviaria Italiana.
A seguito dell'apertura della fermata di Rho Fiera lo scalo ha subito una progressiva riduzione dell'offerta ferroviaria, perdendo il ruolo di interscambio delle linee regionali, in particolare dei treni delle relazioni: Milano-Torino, Milano-Arona-Domodossola, Milano-Luino, Milano-Porto Ceresio.  

## Strutture e impianti

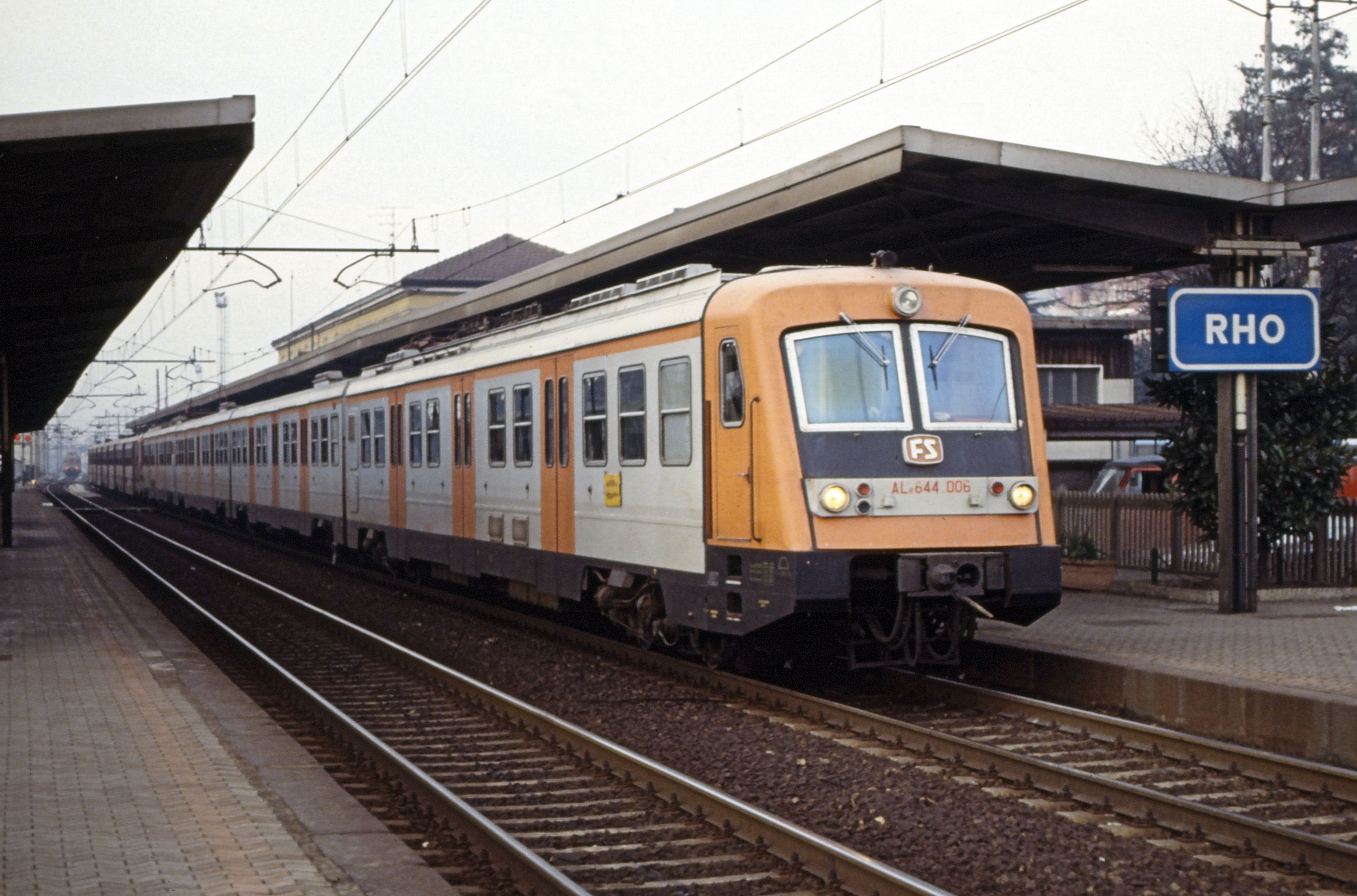
Il piazzale binari della stazione

Il piazzale è composto da cinque binari di cui quattro serviti da banchine (fino ai primi anni duemila era attivo un sesto binario destinato alle precedenze per i treni in direzione Torino).
Sull'area dell'ex scalo merci sono stati ricavati un parcheggio auto a pagamento e un deposito per le biciclette dotato di ciclofficina.
Tra il 2016 e il 2022 è stato realizzato un progetto di restyling dell'impianto che ha previsto il completo rinnovo dei locali adibiti a biglietteria ed ai servizi igienici (opere concluse a giugno 2019). Contestualmente è stata attivata una nuova centrale operativa per la gestione del traffico ferroviario e attuati interventi di ristrutturazione ai sottopassi e alle banchine, al fine di eliminare le criticità legate alle barriere architettoniche. Nel 2020 vengono inoltre compiute opere connesse alla sostituzione degli impianti di diffusione sonora, oltre alla completa ritinteggiatura delle facciate del fabbricato viaggiatori, con il rifacimento delle coperture e dell'impianto di illuminazione lungo le pensiline, queste ultime edificate tra la fine degli anni settanta e i primi anni ottanta.
Nel 2025 vengono stanziati 4,5 milioni di euro da parte di Regione Lombardia e Unione Europea per attività di rigenerazione urbana delle aree e vie di accesso alla stazione nell'ambito del progetto "Bosco elettrico".

## Movimento
La stazione è fermata dei treni del servizio ferroviario suburbano di Milano: linee S5 (Varese-Pioltello Limito-Treviglio), S6 (Novara-Pioltello Limito-Treviglio), S11 (Chiasso-Milano Porta Garibaldi-Rho), oltre a occasionali treni turistici estivi.

## Servizi
L'impianto è classificato da RFI nella categoria "Gold". Le banchine a servizio dei binari sono collegate tra loro tramite sottopassaggi pedonali e accessibili alle persone disabili grazie a degli ascensori. L'area dedicata al traffico passeggeri è dotata di impianto di videosorveglianza e dispone dei seguenti servizi:
- Biglietteria a sportello
- Biglietteria automatica
- Bar
- Posto di Polizia ferroviaria
- Sala di attesa
- Servizi igienici

## Interscambi
Nelle immediate vicinanze della stazione ferroviaria effettuano fermata alcune linee automobilistiche urbane e extraurbane esercitate dagli operatori STIE, Movibus ed Airpullman.
- Fermata autobus
- Stazione taxi